# Lill-Habborn
Lill-Habborn är en sjö i Härnösands kommun i Ångermanland och ingår i Indalsälvens huvudavrinningsområde.